# Чернігівська єпархія
Після прийняття християнства князем Володимиром у Києві першим чернігівським єпископом призначено Неофіта, що приїхав з Греції, разом з першим київським митрополитом Михайлом. До 1118 Чернігівська єпархія включала Чернігів, територію сучасної Орловської, Калузької, Курської, Тульської, Рязанської, Володимирської, Московської, частину Гомельської, Могильовської і Смоленської областей.
У 1118 майже половина території відійшла до новоутвореної Рязанської єпархії. Після захоплення Чернігова татаро-монголами (1239) значна частина південних територій Чернігівської єпархії відійшла до Київської митрополії. Єпископська кафедра з часом перенесена з Чернігова до Брянська.
1500 у зв'язку із захопленням Чернігова, Брянська, Стародуба і Новгород-Сіверська Московською державою Чернігівська єпархія протягом понад 100 років була поділена на дві частини. Більша підлягала смоленському єпископу, решта знаходилася на литовсько-руських землях.
Після Деулінського перемир'я 1618 всі церкви Чернігівської єпархії підпорядковувалися смоленському єпископу. Після укладання союзу між Гетьманщиною та Московською державою на чолі чернігівської кафедри в 1657 став архієпископ Лазар Баранович. 1685 Чернігівська єпархія підлягала московському патріарху з правом вважатися «першою архієпископією всієї Русі» (до того чернігівський єпископ підлягав константинопольському патріарху).
З метою матеріального зміцнення Чернігівської єпархії київський митрополит передав їй протопопії: Чернігівську, Менську, Борзенську, Глухівську, Конотопську, Стародубську та Новгород-Сіверську. У 19 ст. Чернігівська єпархія мала консисторію і 52 благочинних чоловічих і 4 жіночих монастирі, кафедральний собор, 13 міських соборів, 952 парафіяльні церкви, 5 при казенних закладах, 6 домових, 52 на кладовищах, 47 приписних, 21 одновірчу; всього — 1081 церкви (з них у селах — 834). У Чернігівській єпархії було 3 повітових духовних чоловічих училища (Чернігів, Новгород-Сіверський, Стародуб), Чернігівська духовна семінарія. Майже при всіх церквах існували церковні парафіяльні школи. Чернігівська єпархія існувала до 1919.